# ماساكي إيماغاوا
ماساكي إيماغاوا (باليابانية: 今川 正樹) (مواليد 4 نوفمبر 1993) هو لاعب كرة قدم ياباني.

## وصلات خارجية
- ماساكي إيماغاوا على موقع رابطة كرة القدم اليابانية للمحترفين (اليابانية)
- ماساكي إيماغاوا على موقع Soccerway.com (الإنجليزية)
- ماساكي إيماغاوا على موقع عالم كرة القدم.نت (الإنجليزية)